# Kongens Nytorv

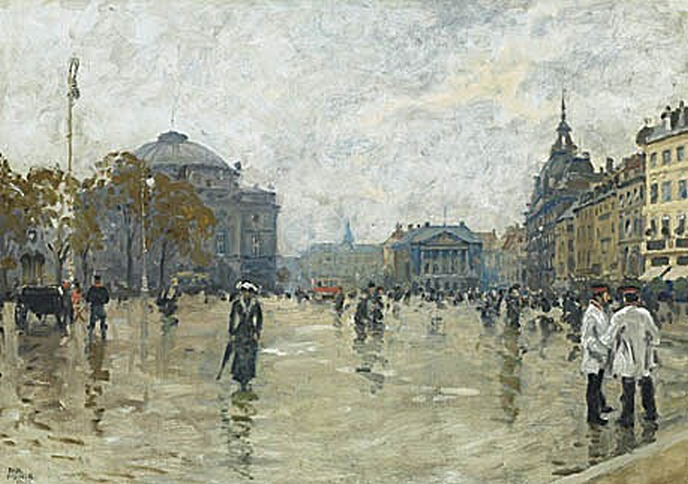
Schilderij van Kongens Nytorv door Paul Fischer (1905)

Kongens Nytorv (Nieuwe Koningsplein) is een plein in het centrum van Kopenhagen. Het werd in 1670 aangelegd door koning Christiaan V bij de uitbreiding van de stadsomwalling en heeft een ruiterstandbeeld in het midden. Het is het grootste plein van de stad.

## Ligging
Kongens Nytorv ligt aan het eind van de winkelstraat Strøget. Aan de andere kant van het plein begint de bekende Nyhavn. Vanaf Kongens Nytorv lopen verschillende bredere wegen de stad in. In het metrostation Kongens Nytorv hebben alle vier metrolijnen hun haltes. Voor de bouw van de lijnen M3 en M4 (de eind september 2019 geopende Cityring) moest het station worden verbouwd en vergroot, waardoor Kongens Nytorv langere tijd deels onbegaanbaar was.

## Geschiedenis

### Nieuw Kopenhagen
Toen Christiaan IV het ambitieuze plan had om de stad Kopenhagen te versterken tot een regionaal machtscentrum, wilde hij de oppervlakte van de versterkte stad verdubbelen. Daarvoor verwierf hij in 1606 200 hectare land aan de andere kant van de oostelijke verdedigingswal (Østervold) ter hoogte van de oostelijke stadspoort (Østerport).
Om het nieuwe stadsdistrict Ny København (Nieuw Kopenhagen) of Sankt Annæ By (Sint Anna stad) te beschermen bouwde hij een redoute, de Sankt Annæ Skanse (Sint Anna schans) op de plaats die later Kastellet zou worden. Begin 1640 werd Østervold verlaten nadat er nieuwe verdedigingswerken in het noorden waren aangelegd.
Tijdens de regeerperiode van  Frederik III was het terrein een chaotisch gebied met overblijfselen van de oude vestingwal en een stortplaats. Bij regen was het onbegaanbaar door de modder. Door de topografie en het bijna ondoordringbare karakter werd de plek in de volksmond Hallandsås genoemd naar de horst met dezelfde naam die overgestoken moest worden wanneer men van Scania naar Halland reisde.

### Het nieuwe koningsplein

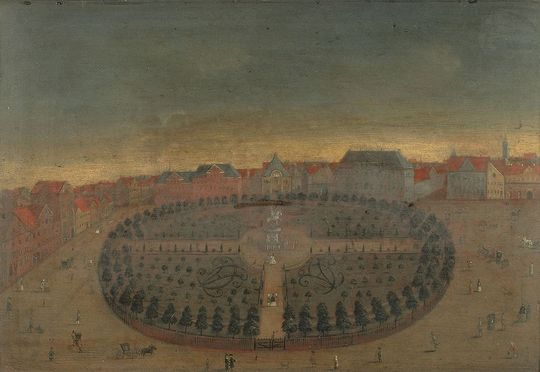
Kongens Nytorv met tuin en standbeeld, circa 1750

Kort na de troonsbestijging van Christiaan V besloot hij het terrein te egaliseren en te plaveien. De reden was hoofdzakelijk militair. Het plein lag strategisch in het centrum van de versterkte stad waardoor alle verdedigingswallen op ongeveer dezelfde afstand lagen. Tegelijk diende het als een koninklijk plein, geïnspireerd op Frankrijk (Place Royal). De gronden rond het plein werden verdeeld onder geïnteresseerde rijke burgers. De gebouwen met een gevel aan het plein moesten op zijn minst twee verdiepingen hebben en aan een zekere standaard voldoen.
In 1688 werd een barokke tuin ingehuldigd bestaande uit een broderie-parterre met een verguld ruiterstandbeeld van Christiaan V in het midden, het geheel omringd door bomen. In 1747 werd het gehele plein opnieuw aangelegd door Frederik V tot een militair oefen- en paradeplein voor de koninklijke troepen. In 1908 werd het plein omgevormd tot zijn huidige vorm.

## Straatbeeld

### Ruiterstandbeeld

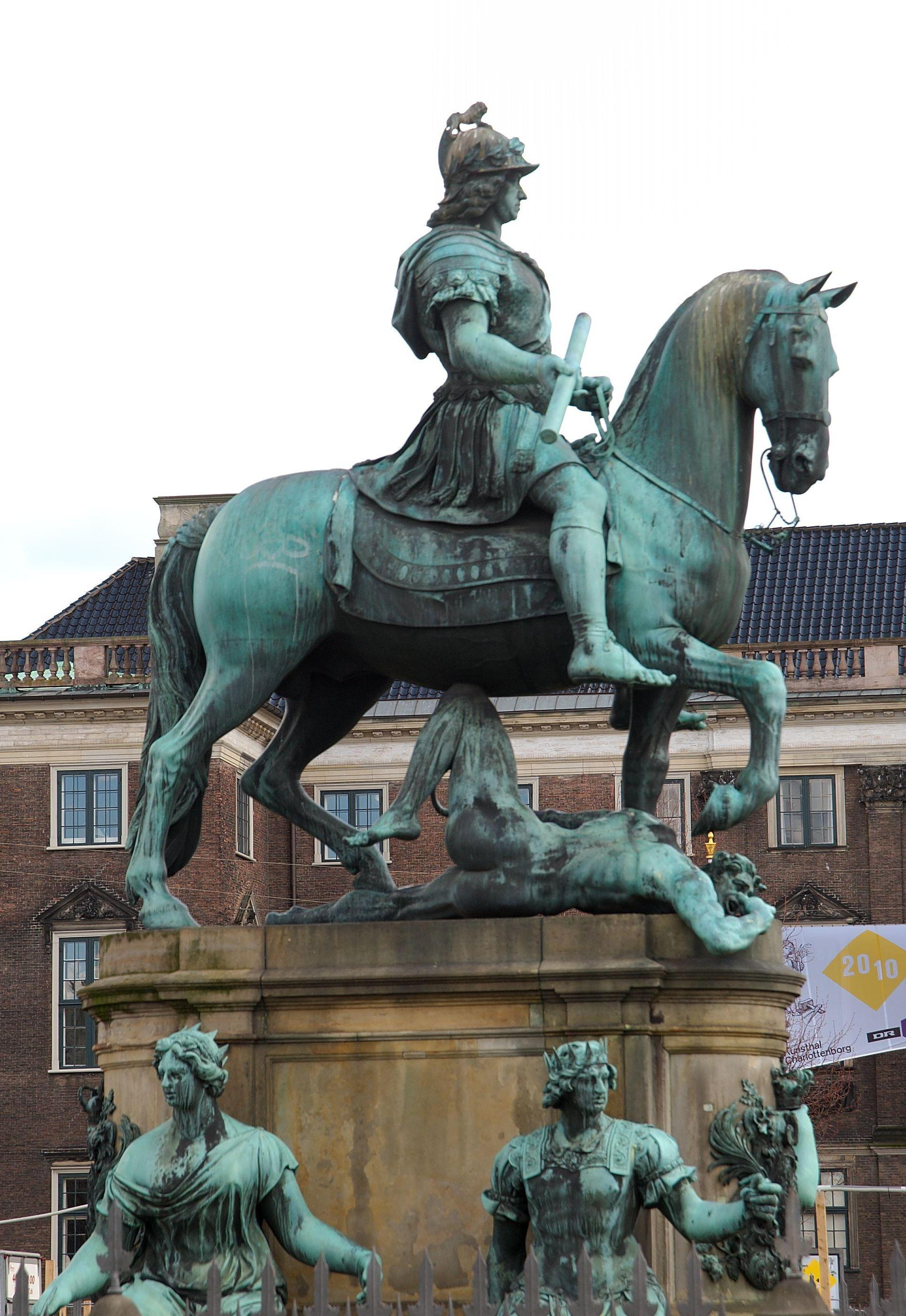
Christian V op Kongens Nytorv

Het ruiterstandbeeld van Christiaan V werd in 1688 ontworpen door de Franse beeldhouwer Abraham-César Lamoureux en is het oudste in Scandinavië. Het origineel was van verguld lood en werd in de 20e eeuw vervangen door een bronzen exemplaar.
Naar het voorbeeld van het ruiterstandbeeld van Lodewijk XIII van Frankrijk dat in 1639 opgericht werd in het midden van het Place des Vosges in Parijs werd de koning gekleed als een imperator. Aan de vier hoeken van de sokkel werden allegorische figuren geplaatst. Aan de kant van Charlottenborg Minerva en Alexander de Grote, als symbool van wijsheid en heldendom, en aan de andere kant Hercules en Artemisia, als personificatie van kracht en eer. Ze werden aangebracht door Claude Lamoureux, die het project overnam na de dood van zijn broer.
Hoewel Abraham Lamoureux het paard voorstelde in draf en zijn inspiratie haalde bij het ruiterstandbeeld van Marcus Aurelius op het Capitool, zorgde het design voor stabiliteitsproblemen. De constructie moest daarom versterkt worden en hiervoor werd een naakte man gekozen (allegorische voorstelling van jaloezie) die onder het paard ligt en met zijn knie het zwakste punt ondersteunt. Ondanks deze versterking bleven er problemen met de constructie bestaan, vooral met de voorste poten die los kwamen. Uiteindelijk heeft professor Einar Utzon-Frank van de Koninklijke Deense Kunstacademie het beeld opnieuw gegoten in brons. Dit gebeurde van 1939 tot 1942 en het huidige beeld werd ingehuldigd op 22 mei 1946.
Het oude beeld kan bezichtigd worden in het Tojhusmuseum.

### "Krinsen" tuin
Krinsen (de krans) is een elliptische 'parterre de broderie' rond het standbeeld van Christian V, omringd door twee bomenrijen. In de loop der eeuwen zijn hiervoor diverse soorten bomen gebruikt. De iepen die er sinds 1855 stonden, moesten in 1998 worden verwijderd omdat ze waren aangetast door iepenziekte. In 2001 werden 80 linden geplant, die tien jaar lang waren verwijderd voor de metrowerkzaamheden die in 2019 gereedkwamen.

### Kiosk

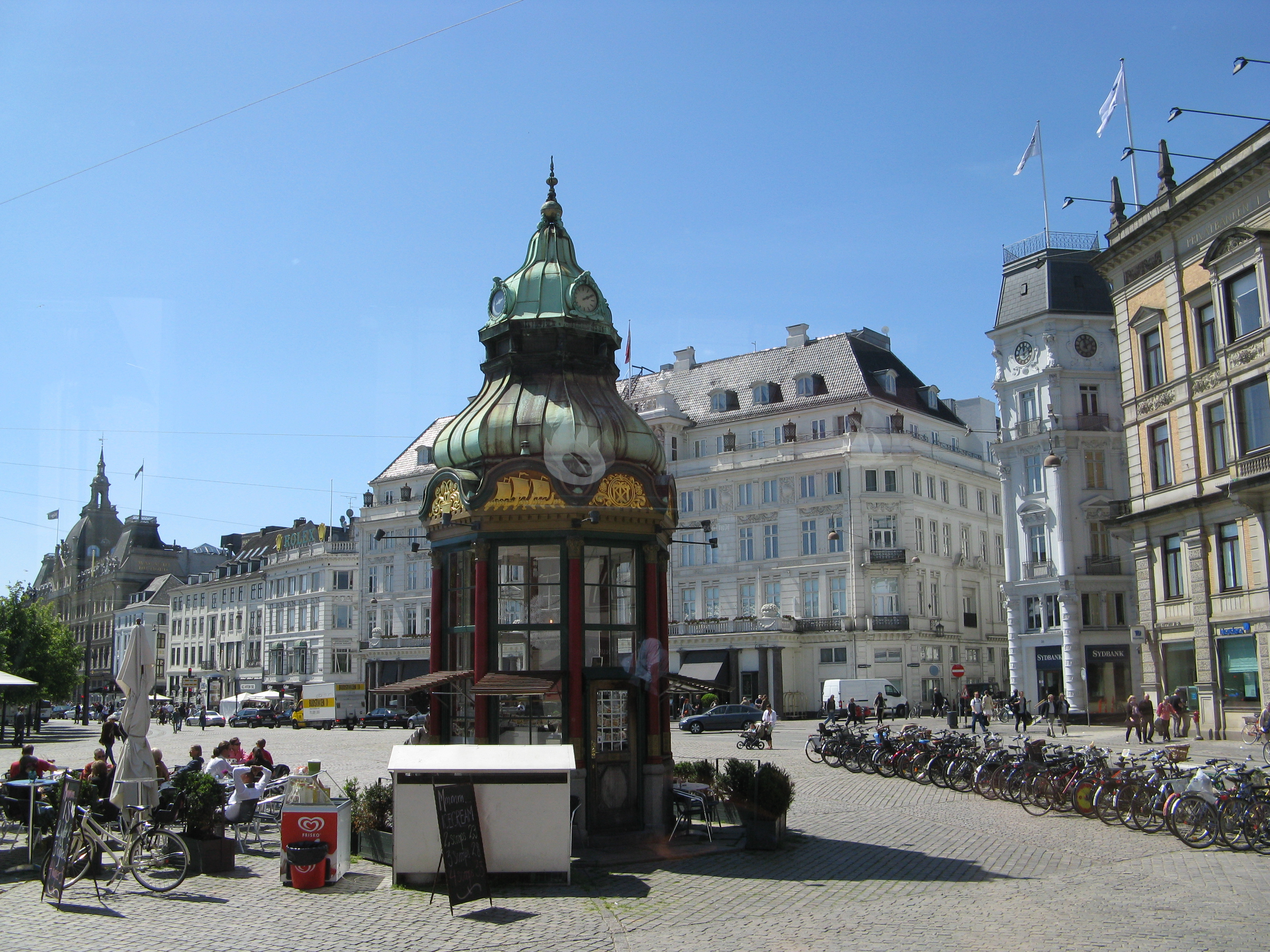
Kiosk

Op het plein staat een neobarokke kiosk met koperen dakbedekking en handgemaakte versieringen uit 1913. Hierin bevond zich destijds de eerste telefooncel in Kopenhagen. Tegenwoordig wordt er een klein café geëxploiteerd.

### Omliggende gebouwen
Op Kongens Nytorv zijn onder andere de volgende gebouwen te vinden:
- Het Deens Koninklijk Theater (Det Kongelige Teater)
- Charlottenborg
- Magasin du Nord, een groot warenhuis
- Hotel D'Angleterre

## Bijzonder gebruik

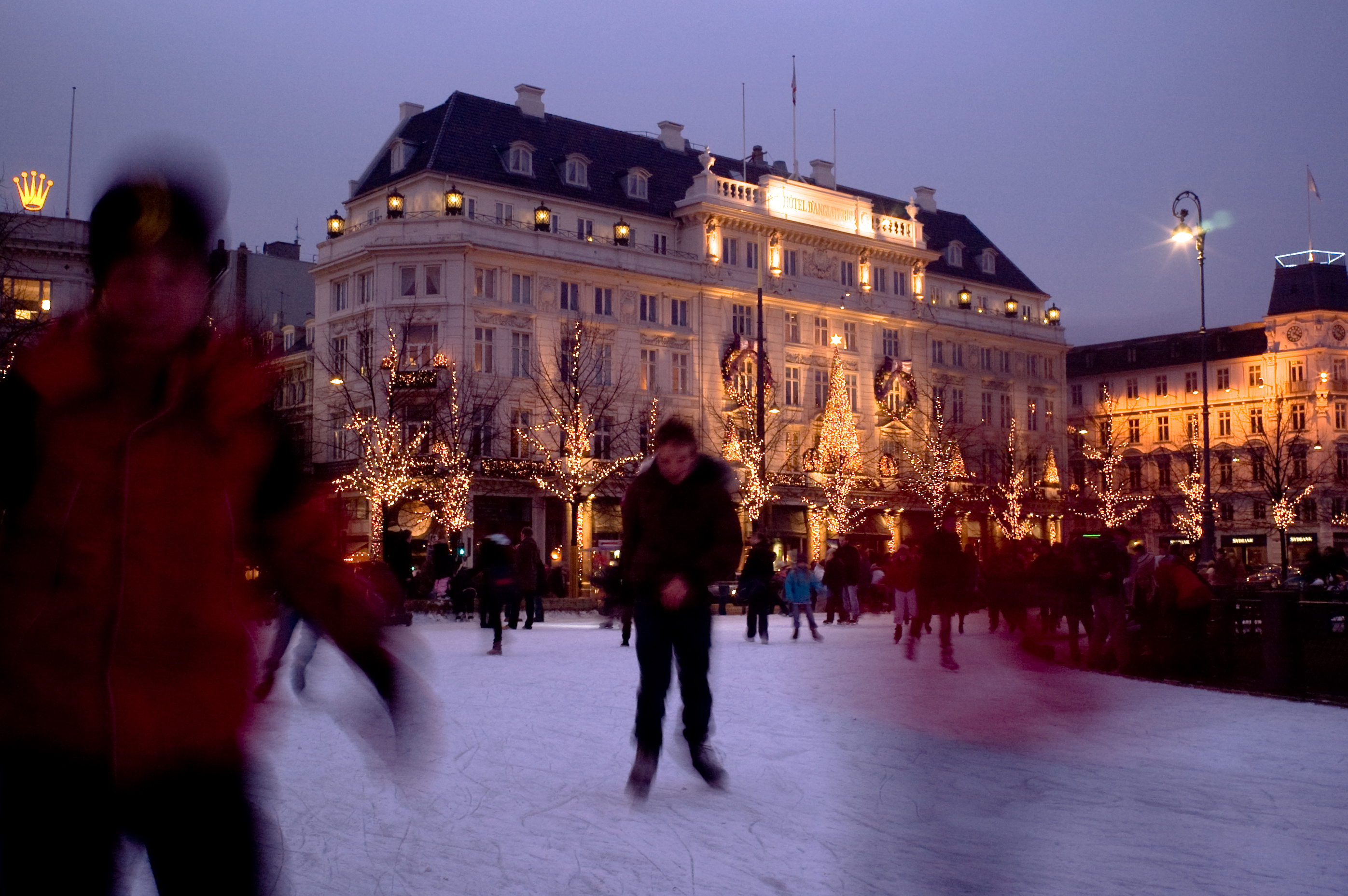
Schaatsers op Kongens Nytorv

- Het plein wordt frequent gebruikt als een openlucht expositieruimte, vooral voor fototentoonstellingen.
- In de winter wordt er een 2,200 m² cirkelvormige kunstijsbaan gebouwd rond Krinsen.
- Traditioneel trekken in juni de gediplomeerde leerlingen van de middelbare scholen in de regio naar Kongens Nytorv met bussen, vrachtwagens of paardenwagens om te dansen en rond Krinsen te lopen. Samen vieren zij het feit dat ze studentereksamen (eindexamen) hebben gedaan. Deze traditie is meer dan 100 jaar oud, alleen onderbroken tijdens de Duitse bezetting.